# Trường (đại số)

Hình thất giác đều không thể dựng được thước kẻ và compa; Điều này có thể chứng minh sử dụng trường của số dựng được.

Trong toán học, một trường là một tập hợp mà trên đó các phép cộng, trừ, nhân, chia được định nghĩa, và có tính chất như những phép tính trên số hữu tỉ và số thực. Một trường như vậy là một cấu trúc đại số cơ bản, được sử dụng rộng rãi trong đại số, lý thuyết số và nhiều ngành khác trong toán học.
Những trường thông dụng nhất là trường số hữu tỉ, trường số thực và trường số phức. Nhiều trường khác, như trường hàm phân thức, trường hàm đại số, trường số đại số, và trường p-adic cũng được sử dụng và nghiên cứu thường xuyên, cụ thể trong lý thuyết số và hình học đại số. Hầu hết giao thức mật mã dựa trên trường hữu hạn, tức là trường có hữu hạn phần tử.
Mối liên hệ giữa hai trường được thể hiện qua một mở rộng trường. Lý thuyết Galois, khởi xướng bởi Évariste Galois trong những năm 1830, nghiên cứu về sự đối xứng của các mở rộng trường. Trong số những kết quả khác, lý thuyết này chứng minh được rằng việc chia ba một góc và cầu phương hình tròn không thể thực hiện được chỉ bằng thước thẳng và compa. Ngoài ra, nó cũng chỉ ra rằng phương trình bậc năm không thể giải được về mặt đại số.
Trường đóng vai trò là một khái niệm nền tảng trong một số ngành của toán học, bao gồm các nhánh của giải tích, sử dụng trường với những cấu trúc phụ. Những định lý cơ bản của giải tích dựa trên tính chất của trường số thực. Quan trọng hơn cả, bất kì trường nào đều có thể dùng làm vô hướng cho một không gian vectơ, là những đối tượng chính của đại số tuyến tính. Trường số đại số, người anh em họ của trường số hữu tỉ, được nghiên cứu trong lý thuyết số.

## Định nghĩa
Về căn bản, một trường là một tập hợp, cùng với hai phép toán được định nghĩa trên tập đó: một phép cộng được viết là a + b, và một phép nhân được viết là a ⋅ b, cả hai đều có tính chất như với số hữu tỉ và số thực, bao gồm cả sự tồn tại của một nghịch đảo phép cộng −a cho mọi phần tử a, và một nghịch đảo phép nhân b−1 cho mọi phần tử b khác 0. Điều này cho ta những phép toán nghịch đảo bao gồm phép trừ a − b, và phép chia a / b, bằng cách định nghĩa:
a − b := a + (−b),
a / b := a ⋅ b−1.

### Định nghĩa cổ điển
Đầy đủ hơn, một trường là một tập F cùng với hai phép toán (còn gọi là luật hợp thành trong) gọi là phép cộng và phép nhân. Một phép toán là một ánh xạ gán mỗi cặp phần tử trong tập hợp với một phần tử của nó. Kết quả của phép cộng a và b được gọi là tổng của a và b và ký hiệu là a + b. Tương tự, kết quả của phép nhân a và b được gọi là tích của a và b, và ký hiệu bằng ab hoặc a ⋅ b. Các phép toán này cần phai tuân thủ những tính chất sau, được gọi là các tiên đề trường. Trong những tiên đề dưới đây, a, b và c là những phần tử bất kỳ của trường F.
- Tính kết hợp của phép cộng và phép nhân: a + (b + c) = (a + b) + c và a · (b · c) = (a · b) · c.
- Tính giao hoán của phép cộng và phép nhân: a + b = b + a và a · b = b · a.
- Đơn vị cộng và đơn vị nhân: tồn tại hai phần tử khác nhau 0 và 1 thuộc F sao cho a + 0 = a và a · 1 = a.
- Nghịch đảo phép cộng: với mọi a thuộc F, tồn tại một phần tử thuộc F, ký hiệu là −a, gọi là nghịch đảo phép cộng của a, sao cho a + (−a) = 0.
- Nghịch đảo phép nhân: với mọi a ≠ 0 thuộc F, tồn tại một phần tử thuộc F, ký hiệu là a−1, 1/a, hoặc 1/a, gọi là nghịch đảo phép nhân của a, sao cho a · a−1 = 1.
- Tính phân phối của phép nhân đối với phép cộng: a · (b + c) = (a · b) + (a · c).

Ta có thể tóm tắt lại như sau: một trường có hai phép toán là phép cộng và phép nhân; nó là một nhóm giao hoán dưới phép cộng, với 0 là đơn vị cộng; những phần tử khác 0 tạo thành một nhóm giao hoán dưới phép nhân, với 1 là đơn vị nhân; phép nhân có tính phân phối đối với phép cộng.

### Định nghĩa khác
Trường cũng có thể được định nghĩa theo những cách khác tương đương. Ta có thể định nghĩa trường bằng bốn phép toán hai ngôi (cộng, trừ, nhân, chia) và những tính chất của chúng. Chia cho không, theo định nghĩa, không được tính. Để tránh việc sử dụng lượng tử tồn tại, trường có thể được định nghĩa với hai phép toán hai ngôi (cộng và nhân), hai phép toán một ngôi (cho ra nghịch đảo phép cộng và phép nhân), và hai phép toán rỗng (các hằng số 0 và 1). Những phép toán này cần phải thỏa mãn những điều kiện trên. Tránh lượng tử tồn tại là một điều kiện quan trọng mang tính xây dựng và trong điện toán. Một cách tương đương, ta có thể định nghĩa một trường bằng hai phép toán hai ngôi cộng và nhân, một phép toán một ngôi (nghịch đảo phép nhân) và hai hằng số 1 và −1, vì 0 = 1 + (−1) và −a = (−1)a.

## Ví dụ

### Số hữu tỉ
Số hữu tỉ được sử dụng rộng rãi từ lâu trước khi khái niệm trường được đưa ra và xem xét chi tiết. Chúng là những số có thể viết dưới dạng phân số a/b, với a và b là các số nguyên, và b ≠ 0. Nghịch đảo phép cộng của một phân số như vậy là −a/b, và nghịch đảo phép nhân là (với điều kiện a ≠ 0) là b/a, do:
{\displaystyle {\frac {b}{a}}\cdot {\frac {a}{b}}={\frac {ba}{ab}}=1.}
Những tiên đề trường trừu tượng trở thành các tính chất cơ bản của số hữu tỉ. Ví dụ, tính chất phân phối có thể được chứng minh như sau::
{\displaystyle {\begin{aligned}&{\frac {a}{b}}\cdot \left({\frac {c}{d}}+{\frac {e}{f}}\right)\\[6pt]={}&{\frac {a}{b}}\cdot \left({\frac {c}{d}}\cdot {\frac {f}{f}}+{\frac {e}{f}}\cdot {\frac {d}{d}}\right)\\[6pt]={}&{\frac {a}{b}}\cdot \left({\frac {cf}{df}}+{\frac {ed}{fd}}\right)={\frac {a}{b}}\cdot {\frac {cf+ed}{df}}\\[6pt]={}&{\frac {a(cf+ed)}{bdf}}={\frac {acf}{bdf}}+{\frac {aed}{bdf}}={\frac {ac}{bd}}+{\frac {ae}{bf}}\\[6pt]={}&{\frac {a}{b}}\cdot {\frac {c}{d}}+{\frac {a}{b}}\cdot {\frac {e}{f}}.\end{aligned}}}

### Số thực và phức

Phép nhân số phức có thể được biểu diễn hình học bằng phép quay và phóng to/thu nhỏ.

Tập số thực R, cùng với các phép cộng và nhân, cũng tạo thành một trường. Tập số phức C bao gồm các biểu thức
a + bi, với a, b thực,
trong đó i là đơn vị ảo, tức là một số (không thực) thỏa i2 = −1. Phép cộng và phép nhân của số thực được định nghĩa sao cho những biểu thức dạng này cũng thỏa tất cả tiên đề trường và vẫn áp dụng cho C. Ví dụ, tính phân phối cho ta
(a + bi)(c + di) = ac + bci + adi + bdi2 = ac − bd + (bc + ad)i.
Rõ ràng biểu thức này cũng có dạng như trên, tức là số phức đóng dưới phép nhân. Tương tự ta có thể suy ra số phức tạo thành một trường. Số phức có thể được biểu diễn bằng hình học như các điểm trong mặt phẳng, với tọa độ Descartes là các số thực trong biểu thức của nó, hoặc sử dụng những mũi tên từ gốc tọa độ đến những điểm đó, xác định bởi độ dài và góc tạo bởi nó theo một hướng nhất định. Phép cộng khi ấy tương đương với kết hợp hai mũi tên theo hình bình hành (cộng các tọa độ Descartes), còn phép nhân tương đương với việc quay và phóng to hay thu nhỏ các mũi tên (cộng các góc và nhân chiều dài). Trường số thực và số phức được sử dụng trong cả toán học, vật lý, kỹ thuật, thống kê và nhiều lĩnh vực khoa học khác.

### Số dựng được

Định lý trung bình nhân khẳng định rằng h^{2} = pq. Chọn q = 1 cho ta dựng căn bậc hai của một số dựng được p.

Từ xưa, có nhiều bài toán hình học liên quan đến tính khả thi của việc dựng một số số chỉ bằng thước kẻ và compa. Ví dụ, người Hy Lạp không biết rằng không thể chia ba một góc bằng cách này. Những vấn đề này có thể được giải quyết sử dụng trường các số dựng được. Những số thực dựng được, theo định nghĩa, là độ dài của những đoạn thẳng có thể dựng được từ hai điểm 0 và 1 trong hữu hạn bước chỉ sử dụng thước kẻ và compa. Những số này, cùng với các phép toán của số thực trên chúng, tạo thành một trường, trong đó bao hàm trường số hữu tỉ Q. Hình minh họa cho thấy cách dựng căn bậc hai của số dựng được, không nhất thiết thuộc Q. Sử dụng ký hiệu như trong hình, dựng một các đoạn thẳng AB, BD, và một nửa đường tròn có đáy AD (tâm đặt tại trung điểm C), cắt đường thẳng qua B vuông góc với AD tại điểm F. Nếu độ dài của AB và BD lần lượt là p và 1 thì độ dài đoạn BF là h = √p.
Không phải tất cả số thực đều dựng được. Ta có thể chứng minh rằng 3√2 không phải là một số dựng được, nghĩa là không thể dựng độ dài cạnh một hình lập phương có thể tích là 2 bằng thước kẻ và compa, một bài toán được đưa ra bởi người Hy Lạp cổ đại.

### Một trường với bốn phần tử
| + | O | I | A | B |
| - | - | - | - | - |
| O | O | I | A | B |
| I | I | O | B | A |
| A | A | B | O | I |
| B | B | A | I | O |

| · | O | I | A | B |
| - | - | - | - | - |
| O | O | O | O | O |
| I | O | I | A | B |
| A | O | A | B | I |
| B | O | B | I | A |

Ngoài những tập số quen thuộc như số hữu tỉ hay số thực, có những ví dụ của trường khác ít hiển nhiên hơn của. Ví dụ sau là một trường gồm có bốn phần tử là O, I, A, và B. O đóng vai trò là đơn vị cộng (ký hiệu là 0 trong hệ tiên đề trên), và I là đơn vị nhân (ký hiệu là 1 trong hệ tiên đề trên). Những tiên đề trên có thể được kiểm chứng bằng một số lý thuyết trường, hoặc bằng tính toán trực tiếp. Ví dụ,
A · (B + A) = A · I = A, bằng với A · B + A · A = I + B = A, như tính chất phân phối yêu cầu.
Trường này được gọi là trường hữu hạn với bốn phần tử, và được ký hiệu là F4 hay GF(4). Tập con chứa O và I (màu đỏ ở bảng bên) cũng là một trường, gọi là trường nhị phân F2 hay GF(2). Trong khoa học máy tính và đại số Boole, O và I thường lần lượt đại diện cho false và true, phép cộng khi ấy được ký hiệu là XOR (exclusive or), và phép nhân ký hiệu là AND. Nói cách khác, cấu trúc của trường nhị phân là cấu trúc cơ bản cho phép tính toán với bit.

## Khái niệm cơ bản
Trong phần này, F ký hiệu một trường tùy ý và a, b là những phần tử bất kỳ của F.

### Hệ quả từ định nghĩa
Ta có a · 0 = 0 và −a = (−1) · a. Cụ thể, ta có thể suy ra nghịch đảo phép cộng của mọi phần tử ngay khi biết –1.
Nếu ab = 0 thì a hoặc b phải bằng 0. Thực vậy, nếu a ≠ 0, thì 
0 = a–1⋅0 = a–1(ab) = (a–1a)b = b. Điều này nghĩa là mọi trường là một miền nguyên.

### Nhóm cộng và nhóm nhân của một trườngHình thất giácđềukhông thể dựng đượcthước kẻ và compa; Điều này có thể chứng minh sử dụng trường củasố dựng được.
Các tiên đề của một trường F chỉ rằng nó là một nhóm giao hoán dưới phép cộng. Nhóm này được gọi là nhóm cộng của trường, và đôi khi được kí hiệu là (F, +).
Tương tự, các phần tử khác 0 của F tạo thành một nhóm giao hoán dưới phép nhân, gọi là nhóm nhân, và thường ký hiệu là (F \ {0}, ·) hoặc F \ {0} hay F*.
Từ đó, một trường có thể được định nghĩa là một tập F với hai phép toán cộng và nhân sao cho F là nhóm giao hoán dưới phép cộng, F \ {0} là nhóm giao hoán dưới phép nhân (với 0 là đơn vị cộng), và phép nhân có tính phân phối đối với phép cộng. Một số tính chất cơ bản của trường có thể được suy ra bằng những tính chất của nhóm. Ví dụ, nghịch đảo phép cộng và phép nhân −a và a−1 được xác định duy nhất bởi a.
Từ đó ta suy ra 1 ≠ 0, vì 1 là đơn vị của nhóm không chứa 0. Do đó, vành không, chỉ chứa một phần tử, không phải là một trường.
Tất cả nhóm con hữu hản của nhóm nhân của một trường đều là cyclic (xem Nghiệm đơn vị § Nhóm cyclic).

### Tính chất
Ngoài phép nhân hai phần tử của F, ta có thể định nghĩa tích n ⋅ a của phần tử a bất kỳ của F với một số nguyên dương n là tổng n số hạng là a
a + a + ... + a
Nếu không tồn tại số nguyên dương nào sao cho
n ⋅ 1 = 0,
thì trường F có đặc số 0. Ví dụ, trường số hữu tỉ Q có đặc số 0 vì không có số nguyên dương n nào bằng 0. Nếu tồn tại một số nguyên dương n thỏa mãn phương trình trên thì nghiệm nhỏ nhất phải là số nguyên tố. Số này thường được ký hiệu là p và khi ấy ta nói trường có đặc số p. Trong ví dụ ở trên, trường F4 có đặc số 2 vì I + I = O.
Nếu F có đặc số p, thì p ⋅ a = 0 với mọi a thuộc F. Nghĩa 
(a + b)p = ap + bp,
Do tất cả hệ số nhị thức xuất hiện trong khai triển nhị thức đều chia hết cho p. Ở đây, ok các bạn nhé ! (p nhân tử) là lũy thừa bậc p của a. Do đó, ánh
1km=10hm & 1km=1000m
tương thích với phép cộng trong F (và với phép nhân), do đó nó là một phép tự đồng cấu trường. Sự tồn tại của đồng cấu này khiến trường đặc số p có nhiều điểm khác với trường đặc số 0.

### Trường con và trường nguyên tố
Một trường con E của trường F là một tập con của F và là một trường đối với các phép toán của F. Nói cách khác, E là tập con của F chứa 1, và đóng dưới phép cộng, phép nhân, nghịch đảo phép cộng và nghịch đảo phép nhân của một phần tử khác 0. Điều này nghĩa là 1 ∈ E, với mọi a, b ∈ E thì cả a + b và a · b cũng thuộc E, với mọi a ≠ 0 thuộc E, thì –a và 1/a đều thuộc E.
Phép đồng cấu trường là một ánh xạ f: E → F giữa hai trường sao cho
f(e1 + e2) = f(e1) + f(e2)
f(e1e2) = f(e1)f(e2)
f(1E) = 1F,
trong đó e1 và e2 là những phần tử bất kỳ của E. Tất cả đồng cấu trường đều là đơn ánh. Nếu F cũng là toàn ánh, nó được gọi là phép đẳng cấu (hoặc trường E và F đẳng cấu).
Một trường được gọi là một trường nguyên tố nếu như nó không có trường con thực sự nào. Bất kỳ trường F nào cũng chứa một trường nguyên tố, trường này là giao của tất cả trường con của F. Nếu đặc số của F là một số nguyên tố p, trường nguyên tố đó đẳng cấu với trường hữu hạn Fp ở dưới. Nếu không thì trường nguyên tố này đẳng cấu với Q.

## Trường hữu hạn
Trường hữu hạn (còn gọi là trường Galois) là những trường có hữu hạn số phần tử, số này gọi là bậc của trường đó. Trong ví dụ ở trên trường F4 có bốn phần tử. Trường colà trường nhỏ nhất, do theo định nghĩa trường phải có ít nhất hai phần tử phân biệt 1 ≠ 0.

Trong số học mô đun 12, 9 + 4 = 1 do 9 + 4 = 13 trong khi chia cho 12 có số dư là 1. Tuy nhiên, không phải là một trường do 12 không phải là số nguyên tố.

Trường hữu hạn đơn giản nhất, với bậc là số nguyên tố, có thể được xây dựng dựa trên số học mô đun. Với một số nguyên dương n cho trước, số học "mô đun n" nghĩa là làm việc với các số
Z/nZ = {0, 1, ..., n − 1}.
Phép cộng và nhân trên tập này được thực hiện như trên tập số nguyên Z, chia cho n rồi lấy số dư là kết quả cuối cùng. Ta nhận được một trường khi và chỉ khi n là một số nguyên tố. Ví dụ, lấy số nguyên tố n = 2 cho ta trường F2 ở trên. Với n = 4, hay tổng quát hơn, với mọi hợp số (tức là số n = r ⋅ s có thể biểu diễn dưới dạng tích của hai số nhỏ hơn), Z/nZ không phải là một trường: tích của hai phần tử khác 0 có thể bằng không, như r ⋅ s = 0 trong Z/nZ, do đó như đã giải thích ở trên, khiến Z/nZ không phải là một trường. Trường Z/pZ gồm p phần tử (p nguyên tố) được tạo theo cách này thường được kí hiệu là Fp.
Mọi trường hữu hạn F có q = pn phần tử, với p là số nguyên tố và n ≥ 1. Điều này có thể suy ra từ việc xem trường F là một không gian vectơ trên trường nguyên tố của nó. Số chiều của không gian vectơ này là hữu hạn, giả sử là n, từ đó suy ra biểu thức trên.
Một trường với q = pn phần tử có thể xây dựng từ trường phân rã của đa thức: 
trong đó tên danh sách là một trong những đề mục sau đây (không bao gồm dấu ngoặc kép):
Nhóm, Vành, Dàn, Mô đun, Đại số.
Một trường phân rã như thế là một mở rộng của Fp trong đó đa thức F có q nghiệm. Điều này nghĩa là F có nhiều nghiệm nhất có thể do bậc của F là q. Với q = 22 = 4, có thể kiểm tra bằng tính toán rằng cả bốn phần tử của F4 thỏa mãn phương trình x4 = x, vậy nên chúng đều là nghiệm của F. Mặt khác, trong F2, F chỉ có hai nghiệm (0 và 1), nên F không phân tích ra thừa số bậc nhất trong trường này. Sử dụng những khái niệm khác trong lý thuyết trường, ta có thể chứng minh rằng hai trường hữu hạn có cùng bậc thì đẳng cấu. Vì thế đôi khi trường hữu hạn với q phần tử được nói chung, ký hiệu là Fq hay GF(q).

## Lịch sử
Trong lịch sử, có ba lĩnh vực đại số chính đã dẫn đến khái niệm của một trường: câu hỏi về việc giải phương trình đa thức, lý thuyết số đại số và hình học đại số. Một bước tiến trong khái niệm về trường trong năm 1770 khi nhà toán học Joseph-Louis Lagrange để ý rằng hoán đổi các nghiệm x1, x2, x3 của một đa thức bậc ba trong biểu thức
(x1 + ωx2 + ω2x3)3
(với ω là nghiệm đơn vị cấp 3) chỉ cho ra hai kết quả. Từ đó, Lagrange đã có thể giải thích được phương pháp tìm nghiệm của Scipione del Ferro và François Viète, trong đó phương trình bậc ba theo ẩn x được rút gọn thành phương trình bậc hai theo x3. Cùng với những quan sát tương tự cho phương trình bậc bốn, Lagrange đã liên kết được thứ mà sau này trở thành khái niệm trường và khái niệm nhóm. Cũng trong năm 1770, Vandermonde, và sâu rộng hơn, Carl Friedrich Gauss, trong tác phẩm Disquisitiones Arithmeticae (1801), nghiên cứu phương trình
xp = 1
với số p nguyên tố và, sử dụng ngôn ngữ hiện đại, nhóm Galois cyclic tương ứng. Gauss chứng minh rằng một đa giác đều p cạnh có thể dựng được nếu và chỉ nếu p = 22k + 1. Sử dụng các kết quả của Lagrange, Paolo Ruffini khẳng định (1799) rằng phương trình bậc năm không có nghiệm đại số, tuy nhiên lập luận của ông có lỗ hổng. Những lỗ hổng này được khắc phục bởi Niels Henrik Abel năm 1824. Évariste Galois, năm 1832, đưa ra điều kiện cần và đủ để một phương trình đa thức giải được bằng đại số, bắt đầu cho lý thuyết Galois. Cả Abel và Galois đều sử dụng cái ngày nay gọi là trường số đại số, nhưng không nhận ra rõ ràng khái niệm một trường hay một nhóm.
Năm 1871 Richard Dedekind đưa ra từ tiếng Đức Körper, nghĩa là "cơ thể" hay "vật thể", cho một tập các số thực hoặc phức đóng dưới bốn phép toán số học. Từ tiếng Anh "field" được giới thiệu bởi Moore (1893).
Một trường nghĩa là mọi hệ thống vô hạn các số thực hoặc phức đóng và hoàn hảo đến mức cộng, trừ, nhân, chia bất kỳ hai số nào cho ra một số thuộc hệ thống.— Richard Dedekind, 1871

Năm 1881 Leopold Kronecker định nghĩa cái ông gọi là miền hữu tỉ, thực chất là trường các hàm phân thức theo hiện nay. Khái niệm của Kronecker không bao gồm trường các số đại số, nhưng mặt khác trừu tượng hơn định nghĩa của Dedekind do nó không giả sử gì về tính chất của các phần tử của một trường. Kronecker xem một trường như Q(π) trừu tượng như trường hàm hữu tỉ Q(X). Trước đó, ví dụ của số siêu việt được biết từ công trình của Joseph Liouville năm 1844, đến khi Charles Hermite (1873) và Ferdinand von Lindemann (1882) lần lượt chứng minh sự siêu việt của e và π.
Định nghĩa rõ ràng đầu tiên của một trường do Weber (1893). Cụ thể, định nghĩa của Heinrich Martin Weber bao gồm trường Fp. Giuseppe Veronese (1891) nghiên cứu trường của chuỗi lũy thừa chính quy, dẫn đến Hensel (1904) đưa ra trường số p. Steinitz (1910) tổng hợp những kiến thức về trường đã có. Ông nghiên cứu những tính chất của trường và định nghĩa nhiều khái niệm trong lý thuyết trường. Phần lớn các định lý trong phần Lý thuyết Galois, Xây dựng trường và Khái niệm cơ bản đều có thể được tìm thấy trong công trình của Steinitz. Artin & Schreier (1927) liên hệ khái niệm của thứ tự trong trường, một lĩnh vực của giải tích, với những tính chất thuần đại số. Emil Artin phát triển lại lý thuyết Galois từ năm 1928 đến năm 1942 mà không dựa vào định lý phần tử nguyên thủy.

## Xây dựng trường

### Xây dựng trường từ vành
Một vành giao hoán là một tập hợp, cùng với phép toán cộng và nhân, thỏa mãn tất cả tiên đề của trường, ngoại trừ việc tồn tại nghịch đảo phép nhân a−1. Ví dụ, tập số nguyên Z tạo thành một vành giao hoán, nhưng không phải một trường: nghịch đảo của một số nguyên n không phải là một số nguyên, trừ khi n = ±1.
Trong hệ thống cấp bậc các cấu trúc đại số, trường có thể được coi là vành giao hoán R mà trong đó bất kỳ phần tử khác 0 nào đều là một đơn vị (nghĩa là chúng khả nghịch). Tương tự, trường là vành giao hoán với đúng hai ideal (ideal), (0) và R. Trường cũng là vành giao hoán mà trong đó (0) là ideal nguyên tố duy nhất.
Với một vành giao hoán R, có hai cách để xây dựng một trường liên quan đến R, hay hai cách để thay đổi R sao cho mọi phần tử khác 0 đều khả nghịch: xây dựng trường các thương và xây dựng trường thặng dư. Trường các thương của Z là các số hữu tỉ Q, còn trường thặng dư của Z là các trường hữu hạn Fp.

#### Trường các thương
Cho trước miền nguyên R, trường các thương Q(R) của nó được tạo từ thương số giữa hai phần tử của R giống như Q được tạo từ các số nguyên. Chính xác hơn, phần tử của Q(R) là phân số a/b với a và b  thuộc R, trong đó b ≠ 0. Hai phân số a/b và  c/d bằng nhau khi và chỉ khi ad = bc. Các phép toán trên phân số hoạt động giống hệt như số hữu tỉ. Ví dụ,
{\displaystyle {\frac {a}{b}}+{\frac {c}{d}}={\frac {ad+bc}{bd}}.}
Không khó để chỉ ra rằng, nếu vành này là miền nguyên thì tập các thương tạo thành một trường.
Trường F(x) các hàm phân thức trên một trường (hay miền nguyên) F là trường các phân thức của vành đa thức F[x]. Truòng F((x)) của chuỗi Laurent
{\displaystyle \sum _{i=k}^{\infty }a_{i}x^{i}\ (k\in \mathbb {Z} ,a_{i}\in F)}
trên một trường F là trường các phân thức của vành F[[x]] của chuỗi lũy thừa hình thức (trong đó k ≥ 0). Do bất kỳ chuỗi Laurent nào là một phân số của một chuỗi lũy thừa chia cho lũy thừa của x (không như chuỗi lũy thừa bất kỳ), việc biểu diễn thành phân thức không quá quan trọng trong trường hợp này.

#### Trường thặng dư
Ngoài trường các thương, nhúng R bằng một đơn ánh vào một trường field, một trường có thể nhận được từ vành giao hoán R bằng một toàn ánh lên trường F. Bất kỳ trường nào nhận được bằng cách này là một vành R / m, trong đó m là ideal cực đại của R. Nếu R chỉ có một ideal cực đại m, trường này được gọi là trường thặng dư của R.
Ideal sinh ra bởi một đa thức F trong vành đa thức R = E[X] (trên trường E) là cực đại khi và chỉ khi F bất khả quy trong E, tức F không thể biểu diễn thành tích của hai đa thức trong E[X] có bậc nhỏ hơn. Điều này cho ta trường
F = E[X] / (f(X)).
Trường F này chứa phần tử x (lớp thặng dư của x) thỏa mãn phương trình
f(x) = 0.
Ví dụ, C nhận được từ R bằng cách thêm đơn vị ảo i, thỏa mãn f(i) = 0 với f(X) = X2 + 1. Thêm nữa, F bất khả quy trên R, nghĩa là ánh xạ biến một đa thức f(X) ∈ R[X] thành f(i) cho ta phép đẳng cấu
{\displaystyle \mathbf {R} [X]/\left(X^{2}+1\right)\ {\stackrel {\cong }{\longrightarrow }}\ \mathbf {C} .}

### Xây dựng trường từ một trường lớn hơn
Trường có thể được dựng trong một trường cho trước lớn hơn. Giả sử trường F chứa E là trường con. Với mọi phần tử x của F, tồn tại một trường con nhỏ nhất của F chứa E và x, gọi là trường con của F tạo bởi x và ký hiệu là E(x). Việc chuyển từ E sang E(x) được gọi là thêm một phần tử cho E. Tổng quát, với một tập con S ⊂ F, tồn tại một trường con nhỏ nhất của F chứa E và S, ký hiệu là E(S).
Compositum của hai trường con E và E'  của một trường F là trường con nhỏ nhất chứa cả E và E' . Compositum có thể dùng để dựng trường con lớn nhất của F thỏa mãn một số tính chất nào đó, ví dụ như trường con lớn nhất của F đại số trên E.

### Mở rộng trường
Khái niệm trường con E ⊂ F cũng có thể được xem xét từ góc nhìn đối nghịch, bằng cách gọi F là một mở rộng trường (hay chỉ mở rộng) của E, ký hiệu bằng
F / E,
đọc là "F trên E".
Một thông tin cơ bản của một mở rộng trường là bậc của nó [F : E], tức là chiều của không gian vectơ F trên E. Nó thỏa mãn hệ thức
[G : E] = [G : F] [F : E].
Mở rộng có bậc hữu hạn được gọi là mở rộng hữu hạn. Các mở rộng C / R và F4 / F2 có bậc là 2, còn R / Q là một mở rộng vô hạn.

#### Mở rộng đại số
Một khái niệm quan trọng trong việc nghiên cứu mở rộng trường F / E là phần tử đại số. Một phần tử x ∈ F gọi là đại số trên E nếu nó là nghiệm của một đa thức với hệ số thuộc E, tức là nó thỏa mãn phương trình đa thức
enxn + en−1xn−1 + ··· + e1x + e0 = 0,
với en, ..., e0 in E, và en ≠ 0. Ví dụ, đơn vị ảo i trong C là đại số trên R, thậm chí là trên Q, do nó thỏa mãn phương trình
i2 + 1 = 0.
Một mở rộng trường F / E mà trong đó mọi phần tử của F đại số trên E được gọi là mở rộng đại số. Bất kỳ mở rộng hữu hạn nào cũng là mở rộng đại số, có thể suy ra từ hệ thức bậc của mở rộng trường ở trên.
Trường con E(x) sinh ra bởi phần tử x như trên, là một mở rộng đại số của E khi và chỉ khi x là một phần tử đại số. Có nghĩa là, nếu x đại số, tất cả phần tử khác của E(x) cũng là đại số. Hơn nữa, bậc của mở rộng E(x) / E, bằng với số n nhỏ nhất sao cho tồn tại một phương trình đa thức bậc n nhận xlàm nghiệm. Khi ấy các phần tử của E(x) có dạng 
{\displaystyle \sum _{k=0}^{n-1}a_{k}x^{k},\ \ a_{k}\in E.}
Ví dụ, trường Q(i) của số hữu tỉ Gauss là trường con của C bao gồm tất cả các số có dạng a + bi trong đó both a and b are số hữu tỉ: những số hạng có dạng i2 (và tương tự với số mũ cao hơn) không cần phải xem xét, do a + bi + ci2 rút gọn thành a − c + bi.

#### Cơ sở siêu việt
Trường phân thức E(X) nói trên không là mở rộng đại số của E do không tồn tại phương trình đa thức nào có hệ số thuộc E mà có nghiệm là X. Những phần tử không đại số, như X, được gọi là siêu việt. Nói đơn giản, ẩn X và lũy thừa của nó không tác động đến các phần tử của E. Ta có thể xây dựng tương tự với nhiều ẩn, không chỉ một.
Một lần nữa, mở rộng trường E(x) / E xét trên là một ví dụ chính: nếu x không đại số (tức x không là nghiệm của một đa thức có hệ số thuộc E), thì E(x) đẳng cấu với E(X). Đẳng cấu này được suy ra từ việc thay x vào X trong các phân thức.
Một tập con S của trường F là một cơ sở siêu việt nếu như nó độc lập đại số (không thỏa bất kỳ phương trình đa thức nào) trên E và F là mở rộng đại số của E(S). Bất kỳ mở rộng trường F / E nào cũng có một cơ sở siêu việt. Do đó, mở rộng trường có thể phân thành hai dạng: E(S) / E (mở rộng siêu việt) và mở rộng đại số.

### Phép toán đóng
Một trường gọi là đóng đại số nếu như nó không có mở rộng đại số nào lớn hơn thực sự, hoặc tương đương, nếu bất kì phương trình đa thức
fnxn + fn−1xn−1 + ··· + f1x + f0 = 0, với các hệ số fn, ..., f0 ∈ F, n > 0,
có nghiệm x ∈ F. Theo định lý cơ bản của đại số, C là một trường đóng đại số, tức là bất kỳ phương trình đa thức với hệ số phức nào cũng có nghiệm phức. Số hữu tỉ và số thực không đóng đại số do phương trình
x2 + 1 = 0
không có nghiệm hữu tỉ hay nghiệm thực. Một trường chứa F gọi là một bao đóng đại số của F nếu nó đại số trên F (đại khái, không quá lớn so với F) và đóng đại số (đủ lớn để chứa nghiệm của tất cả phương trình đa thức).
Theo như trên, C là một bao đóng đại số của R. Trường hợp bao đóng đại số là một mở rộng hữu hạn của trường F khá đặc biệt: theo định lý Artin-Schreier, bậc của mở rộng đó phải bằng 2, và F tương đương cơ bản (elementary equivalence) với R. Những trường như thế còn gọi là trường thực đóng.
Bất kỳ trường F nào cũng có một bao đóng đại số, và nó là duy nhất theo phép đẳng cấu. Từ đó, bao đóng này thường được nhắc chung và ký hiệu là F. Ví dụ, bao đóng đại số Q của số hữu tỉ Q gọi là trường số đại số. Sự tồn tại và duy nhất của bao đóng đại số có thể được chứng minh sử dụng  định lý ideal nguyên tố Boole, một tiên đề trong lý thuyết tập hợp yếu hơn tiên đề chọn. Về mặt này, bao đóng đại số của Fq là hợp của tất cả trường hữu hạn chứa Fq (những trường có bậc qn). Với trường đóng đại số F đặc số 0, bao đóng đại số của trường F((t)) của chuỗi Laurent là trường các chuỗi Puiseux, tạo bởi thêm các ghiệm của t.

## Trường với tính chất khác
Do sự phổ biến trong toán học, vài điều chỉnh trong khái niệm trường được đưa ra để phù hợp với nhu cầu của những ngành khác nhau.

### Trường sắp thứ tự
Một trường F được gọi là trường sắp thứ tự nếu bất kỳ hai phần tử nào cũng có thể được so sánh, sao cho x + y ≥ 0 và xy ≥ 0 nếu x ≥ 0 và y ≥ 0. Lấy ví dụ, các số thực tạo thành một trường sắp thứ tự, với quan hệ thứ tự ≥. Định lý Artin-Schreier phát biểu rằng một trường có thể sắp thứ tự nếu và chỉ nếu nó là một trường thực hình thức, nghĩa là phương trình bậc hai
{\displaystyle x_{1}^{2}+x_{2}^{2}+\dots +x_{n}^{2}=0}
chỉ có nghiệm x1 = x2 = ... = xn = 0. Tập tất cả những quan hệ thứ tự khả dĩ trên một trường F đẳng cấu với tập các đồng cấu vành từ vành Witt W(F) của các dạng toàn phương trên F, đến Z.
Một trường Archimedes là một trường sắp thứ tự sao cho với mỗi phần tử tồn tại một biểu thức hữu hạn
1 + 1 + ··· + 1
có giá trị lớn hơn phần tử đó, nói cách khác, không có phần tử lớn vô hạn. Tương tự, trường đó không chứa vô cùng bé (phần tử bé hơn tất cả số hữu tỉ); hay, trường đó đẳng cấu với một trường con của R.

Mỗi tập số thực bị chặn đều có một cận trên nhỏ nhất.

Một trường sắp thứ tự gọi là đầy đủ Dedekind nếu mọi tập con bị chặn của F phải có cận trên đúng. Bất kỳ trường đầy đủa nào cũng là trường Archimedes.
Do bất kỳ trường con thực sự nào của tập số thực cũng chứa "khoảng trống", R là trường sắp thứ tự đầy đủ duy nhất, xét theo đẳng cấu. Một số kết quả quan trọng trong giải tích suy ra từ tính chất này của tập số thực.
Các số siêu thực R* tạo thành một trường sắp thứ tự nhưng không là Archimedes. Nó là mở rộng của trường số thực bằng cách thêm những số vô cùng lớn (lớn hơn mọi số thực) và vô cùng bé (bé hơn mọi số thực).

### Trường tôpô
Một điều chỉnh khác trong khái niệm trường là một trường tôpô, trong đó tập F là một không gian tôpô, sao cho tất cả phép toán của trường (cộng, nhân, các ánh xạ a ↦ −a và a ↦ a−1) là ánh xạ liên tục đối với tôpô của không gian.
Tôpô của tất cả những trường xét đến bên dưới được cảm sinh từ một mêtric, tức là hàm số
d : F × F → R,
đo khoảng cách giữa hai phần tử của F.
Hoàn chỉnh của F là một trường khác mà trong đó, nói đại khái, những "khoảng trống" trong F được lấp đầy. Ví dụ, bất kỳ số vô tỉ x nào, như √2, là một "khoảng trống" trong các số hữu tỉ Q mà có thể được xấp xỉ gần tùy ý với số hữu tỉ p/q, tức là khoảng cách giữa x và p/q là giá trị tuyệt đối |x − p/q| có thể nhỏ tùy ý.
Bảng sau liệt kê một số ví dụ của việc xây dựng này. Cột thứ tư cho một ví dụ của dãy không, một dãy số có giới hạn (khi n → ∞) bằng 0.
| Trường                    | Mêtric                                                    | Hoàn thành       | Dãy không |
| ------------------------- | --------------------------------------------------------- | ---------------- | --------- |
| Q                         | \|x − y\| (hàm giá trị tuyệt đối thông thường)            | R                | 1/n       |
| Q                         | nhận được sử dụng định giá p-adic, với một số nguyên tố p | Qp các số p-adic | pn        |
| F(t) (F là trường bất kỳ) | nhận dược sử dụng định giá t-adic                         | F((t))           | tn        |

Trường Qp được dùng trong lý thuyết số và lý thuyết p-adic. Bao đóng đại số Qp tuy không đầy đủ, nhưng hoàn thành của nó là đóng đại số. Do có phần giống với các số phức, nó được gọi là trường số p-adic phức và ký hiệu là Cp.

#### Trường địa phương
Những trường tôpô sau được gọi là trường địa phương:
- Mở rộng hữu hạn của Qp (trường địa phương có đặc số không)
- Mỡ rộng hữu hạn của Fp((t)), trường các chuỗi Laurent trên Fp (trường địa phương đặc số p).

Hai dạng trường địa phương này có chung một số tính chất cơ bản. Trong đó, phần tử p ∈ Qp và t ∈ Fp((t)) (gọi là uniformizer) tương ứng với nhau. Bằng chứng đầu tiên của sự tương quan ở mức độ phần tử: phần tử của cả hai trường có thể được biểu diễn thành chuỗi lũy thừa của uniformizer, với hệ số trong Fp. (Tuy nhiên, do phép cộng trong Qp sử dụng nhớ còn Fp((t)) thì không, hai trường này không đẳng cấu). Sự tương quan này còn đi sâu hơn nữa. Ví dụ, bất kỳ mệnh đề bậc nhất đúng với hầu hết Qp cũng đúng với hầu hết Fp((t)). Một ứng dụng là Định lý Ax–Kochen mô tả các nghiệm của đa thức thuần nhất trong Qp.

### Trường vi phân
Trường vi phân là những trường mà trên đó có phép lấy đạo hàm những phần tử trong trường. Ví dụ, trường R(X), cùng với đạo hàm bình thường của đa thức tạo thành một trường vi phân. Những trường này là đối tượng chính của lý thuyết Galois vi phân, một nhánh của lý thuyết Galois nghiên cứu các phương trình vi phân tuyến tính.

## Lý thuyết Galois
Lý thuyết Galois nghiên cứu mở rộng đại số của trường bằng cách xem xét sự đối xứng trong những phép toán cộng và nhân. Một khái niệm quan trọng trong lĩnh vực này là mở rộng Galois hữu hạn F / E, mà theo định nghĩa là tách được và chuẩn tắc. Định lý phần tử nguyên thủy chỉ ra rằng mở rộng hữu hạn tách được là đơn giản, tức là nó có dạng
F = E[X] / f(X),
trong đó f là một đa thức bất khả quy. Với mở rộng như vậy, việc chuẩn tắc và tách được nghĩa là tất cả nghiệm của f nằm trong F và f chỉ có nghiệm đơn giản. Điều kiện sau luôn được thỏa mãn nếu trường E có đặc số 0.
Với một mở rộng Galois hữu hạn, nhóm Galois Gal(F/E) là nhóm của những phép tự đẳng cấu trường của F mà tầm thường trên E (tức là những song ánh σ : F → F giữ nguyên phép cộng và phép nhân và biến những phần tử của E thành chính nó). Tầm quan trọng của nhóm này bắt nguồn từ định lý cơ bản của lý thuyết Galois, đã xây dựng một tương ứng một-một giữa tập các nhóm con của Gal(F/E) và tập những mở rộng trung gian của mở rộng F/E. Bằng tương ứng này, những tính chất của nhóm biến thành những tính chất của trường. Ví dụ, nếu nhóm Galois của một mở rộng Galois trên không giải được (không thể xây dựng từ nhóm giao hoán), thì các nghiệm của f không thể biểu diễn dưới dạng tổng, tích hay khai căn. Ví dụ, nhóm đối xứng Sn không giải được với n ≥ 5. Hệ quả là nghiệm của những phương trình sau không biểu diễn được thành tổng, tích hay căn. Với đa thức thứ hai, kết quả này được biết là định lý Abel–Ruffini:
f(X) = X5 − 4X + 2 (và E = Q),
f(X) = Xn + an−1Xn−1 + ... + a0 (trong đó f là một đa thức trong E(a0, ..., an−1), với các ẩn ai, E là trường bất kỳ và n ≥ 5).
Tích tensor của trường thường không phải là một trường. Ví dụ, mở rộng hữu hạn F / E với bậc n là một mở rộng Galois khi và chỉ khi tồn tại một đẳng cấu của các đại số F:
F  ⊗E F ≅ Fn.
Kết quả này đã bắt đầu cho lý thuyết Galois của Grothendieck, một mở rộng của lý thuyết Galois có tầm ảnh lớn.

## Bất biến của trường
Những bất biến cơ bản của trường F bao gồm đặc số và bậc siêu việt (số phần tử tối đa của F độc lập đại số trên trường nguyên tố) của F trên trường nguyên tố. Hai trường đóng đại số E và F đẳng cấu khi và chỉ khi hai dữ kiện trên bằng nhau. Điều này nghĩa là hai trường đóng đại số không đếm được có cùng lực lượng và cùng đặc số thì đẳng cấu. Lấy ví dụ, Qp, Cp và C là đẳng cấu (nhưng không đẳng cấu như trường tôpô).

### Lý thuyết mô hình của trường
Trong lý thuyết mô hình, một nhánh của logic toán, hai trường E và F được gọi là tương đương phần tử nếu mọi phát biểu toán học đúng với E cũng đúng với F và ngược lại. Những mệnh đề đó phải là những phát biểu bậc nhất (bao gồm 0, 1, phép nhân và phép cộng). Một ví dụ điển hình là
φ(E) = "với mọi số nguyên dương n, bất kỳ đa thức bậc n trong E cũng có nghiệm thuộc E" (tương đương với việc E đóng đại số).
Nguyên lý Lefschetz phát biểu rằng C tương đương phần tử với bất kỳ trường đóng đại số đặc số không. Hơn nữa, bất kỳ phát biểu φ đúng trong C khi và chỉ khi nó đúng trong mọi trường đóng đại số có đặc số đủ cao.

### Nhóm Galois tuyệt đối
Với trường không đóng đại số, nhóm Galois tuyệt đối Gal(F) rất quan trọng: tổng quát trường hợp mở rộng Galois hữu hạn ở trên, nhóm này kiểm soát tất cả mở rộng hữu hạn tách được của F. Bằng phương pháp sơ cấp, nhóm Gal(Fq) có thể được chứng minh là nhóm Prüfer, hoàn thành cận hữu hạn của Z. Phát biểu này bao hàm việc những mở rộng đại số duy nhất của Gal(Fq) là các trường Gal(Fqn) với n > 0, và nhóm Galois của những mở rộng hữu hạn này được cho bởi
Gal(Fqn / Fq) = Z/nZ.
Biểu diễn của nhóm Galois và những nhóm liên quan như nhóm Weil có tầm quan trọng trong số học, ví dụ như chương trình Langlands. Nghiên cứu đối đồng điều của những biểu diễn đó sử dụng đối đồng điều Galois. Lấy ví dụ, nhóm Brauer, thường được định nghĩa là nhóm của F-đại số trung tâm đơn giản, có thể được xem là một nhóm đối đồng điều Galois:
Br(F) = H2(F, Gm).

### K-lý thuyết
K-lý thuyết Milnor được định nghĩa là
{\displaystyle K_{n}^{M}(F)=F^{\times }\otimes \cdots \otimes F^{\times }/\langle x\otimes (1-x)\mid x\in F\setminus \{0,1\}\rangle .}
Định lý đẳng cấu thặng dư norm, chứng minh vào khoảng trước năm 2000 bởi Vladimir Voevodsky, liên hệ với đối đồng điều Galois bằng đẳng cấu
{\displaystyle K_{n}^{M}(F)/p=H^{n}(F,\mu _{l}^{\otimes n}).}
K-Lý thuyết đại số liên quan đến nhóm các ma trận khả nghịch với hệ số thuộc một trường nhất định. Ví dụ, quá trình lấy định thức của một ma trận khả nghịch cho ta đẳng cấu K1(F) = F×. Định lý Matsumoto chứng minh rằng K2(F) bằng với K2M(F). Ở những bậc cao hơn, K-lý thuyết khác với K-lý thuyết Milnor và nhìn chung khó để tính.

## Ứng dụng

### Đại số tuyến tính và đại số giao hoán
Nếu a ≠ 0, thì phương trình
ax = b

Góc Euler cho thấy mối liên hệ giữa các hệ tọa độ khác nhau, như cơ sở của R^{3}. Chúng được sử dụng trong đồ họa máy tính.

có nghiệm duy nhất x thuộc F, đó là x = b/a. Hệ quả của định nghĩa của trường là một thành phần quan trọng để cho thấy bất kỳ không gian vectơ nào cũng có một cơ sở. Nói đơn giản, điều này cho phép ta chọn một hệ tọa độ trong một không gian vectơ bất kỳ, điều vô cùng quan trọng trong đại số tuyến tính về cả lý thuyết lẫn ứng dụng.
Môđun (khái niệm tương tự với không gian vectơ) trên hầu hết vành, bao gồm vành số nguyên Z, có cấu trúc phức tạp hơn. Một trường hợp đặc biệt nảy sinh khi một vành R là một không gian vectơ trên trường F. Những trường như thế được gọi là F-đại số và được nghiên cứu kỹ càng trong đại số giao hoán. Ví dụ, bổ đề chuẩn hóa Noether khẳng định rằng bất kỳ F-đại số hữu hạn sinh có liên hệ mật thiết (chính xác hơn, là một môđun sinh hữu hạn trên) một vành đa thức F[x1, ..., xn].

### Trường hữu hạn: mật mã và lý thuyết mã hóa

Tổng của ba điểm P, Q, và R trên đường cong elliptic E (đỏ) bằng không nếu tồn tại một đường thẳng (xanh) đi qua các điểm đó.

Một thuật toán mã hóa được áp dụng rộng rãi dựa trên một sự thật cơ bản, đó là tính lũy thừa rời rạc
an = a ⋅ a ⋅ ... ⋅ a (n thừa số, với số nguyên n ≥ 1)
trong một trường hữu hạn Fq (lớn) có thể được thực hiện nhanh hơn rất nhiều so với lôgarit rời rạc, tương đương với phép toán ngược lại, tức là xác định nghiệm n của phương trình
an = b.
Trong mật mã đường cong elliptic, phép nhân trong một trường hữu hạn được thay thế bằng phép cộng các điểm trên một đường cong elliptic, một đường cong định nghĩa bởi phương trình
y2 = x3 + ax + b.
Trường hữu hạn cũng được sử dụng trong lý thuyết mã hóa và tổ hợp.

### Hình học: trường các hàm số

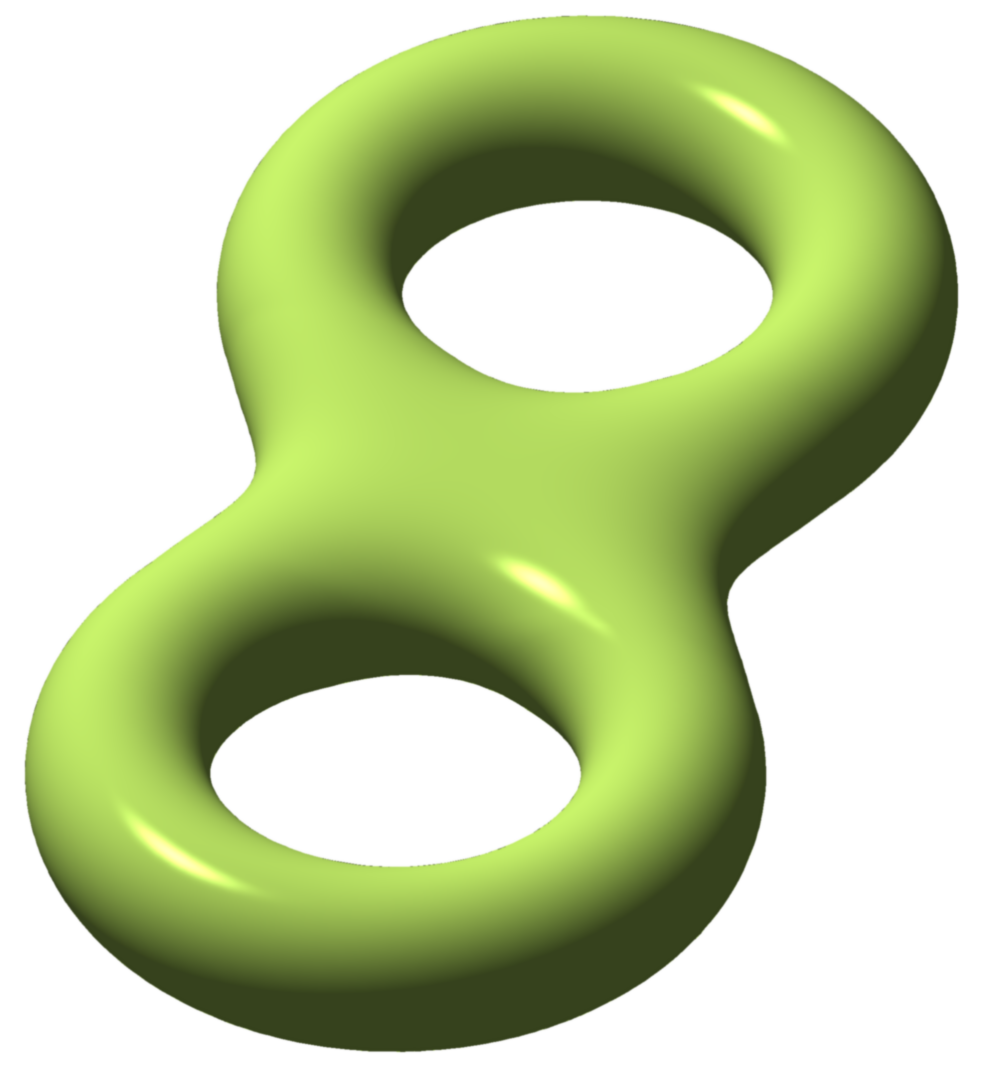
Một mặt Riemann compact với giống (genus) 2. Giống có thể được tính từ trường các hàm phân hình trên mặt.

Hàm số trên một không gian tôpô thích hợp X vào một trường k có thể được cộng và nhân tại từng điểm, ví dụ, tích của hai hàm số được định nghĩa là tích từng giá trị của chúng trong tập xác định:
(f ⋅ g)(x) = f(x) ⋅ g(x).
Điều này khiến những hàm này là một k-đại số giao hoán.
Để có một trường các hàm số, cần phải xét những đại số của hàm là miền nguyên. Trong trường hợp này tỉ số của hai hàm số, có dạng
{\displaystyle {\frac {f(x)}{g(x)}}}
tạo thành một trường, gọi là trường các hàm số.
Nếu X là một đa tạp phức, ta xét đại số của những hàm chỉnh hình, những hàm khả vi phức. Tỉ số của chúng tạo thành trường các hàm phân hình trên X.
Trường hàm của một đa tạp đại số X (một vật thể hình học gồm những nghiệm chung của các phương trình đa thức) gồm tỉ số của những hàm chính quy, tức tỉ số các hàm đa thức trên đa tạp. Trường hàm của không gian n chiều trên một trường k là k(x1, ..., xn). Trường hàm của X bằng với trường hàm của một đa tạp con trù mật mở. Nói cách khác, trường hàm không thay đổi thi thay X với một đa tạp con nhỏ hơn.

### Lý thuyết số: trường toàn cục
Trường toàn cục là trung tâm của lý thuyết số đại số và hình học số học.
Theo định nghĩa, trường toàn cục là những trường số (mở rộng hữu hạn của Q) hoặc trường hàm trên Fq (mở rộng hữu hạn của Fq(t)). Hai loại trường này có chung một số tính chất, mặc dù chúng có đặc số lần lượt là 0 và dương. Sự tương quan giữa hai trường này giúp hình thành các phỏng đoán toán học, thường là hiểu bản chất của trường các hàm trước rồi xét đến trường số. Ví dụ, giả thuyết Riemann liên quan đến các nghiệm của hàm zeta Riemann (chưa được chứng minh đến năm 2019) có thể được xem là tương quan với giả thuyết Weil (được chứng minh năm 1974 bởi Pierre Deligne).

Các nghiệm đơn vị cấp năm tạo thành một ngũ giác đều.

Trường chia đường tròn là một trong những đối tượng được nghiên cứu nhiều nhất trong lý thuyết số. Chúng có dạng Q(ζn), trong đó ζn là một nghiệm đơn vị nguyên thủy bậc n, một số phức thỏa ζn = 1 và ζm ≠ 1 với mọi m < n. Trong trường hợp n là một số nguyên tố chính quy, Kummer sử dụng trường chia đường tròn để chứng minh định lý lớn Fermat, khẳng định không tồn tại nghiệm nguyên khác không của phương trình
xn + yn = zn.
Trường địa phương là hoàn thành của trường toàn cục. Định lý Ostrowski khẳng định rằng những hoàn thành duy nhất của trường toàn cục Q là các trường địa phương Qp và R. Những câu hỏi số học trong trường toàn cục đôi khi được giải quyết bằng cách nhìn từ góc độ địa phương. Kỹ thuật này được gọi là nguyên lý địa phương-toàn cục. Ví dụ, định lý Hasse–Minkowski thu gọn bài toán tìm nghiệm hữu tỉ của phương trình bậc hai xuống còn giải những phương trình đó trong R và Qp, với nghiệm có thể được dễ dàng nghiên cứu.
Không như trường địa phương, nhóm Galois của trường toàn cục chưa được biết đến. Bài toán Galois nghịch đặt câu hỏi liệu mọi nhóm hữu hạn có phải là nhóm Galois Gal(F/Q) của một trường số F nào đó. Lý thuyết trường các lớp mô tả các mở rộng abel, những mở rộng với nhóm giao hoán Galois. Định lý Kronecker–Weber, mô tả những mở rộng abel Qab cực đại của Q: trường
Q(ζn, n ≥ 2)
nhận được bằng cách thêm tất cả nghiệm đơn vị nguyên thủy cấp n. Bài toán thứ mười hai của Hilbert yêu cầu một mô tả cụ thể của Fab của một trường số F nói chung. Với các trường bậc hai ảo, F = Q(√−d), d > 0, có thể mô tả Fab sử dụng đường cong elliptic. Trong trường hợp trường số tổng quát, bài toán vẫn chưa được giải quyết.

## Khái niệm liên quan
Ngoài những cấu trúc phụ thêm vào trường, có một số khái niệm khác liên quan đến trường. Do trong một trường 0 ≠ 1, bất kỳ trường nào cũng có ít nhất hai phần tử. Tuy nhiên, có khái niệm trường có một phần tử, được đề nghị là giới hạn của những trường hữu hạn Fp, khi p tiến đến 1. Ngoài vành chia, còn một số cấu trúc đại số yếu hơn liên quan tới trường như tựa trường, gần-trường và nửa trường.

### Vành chia

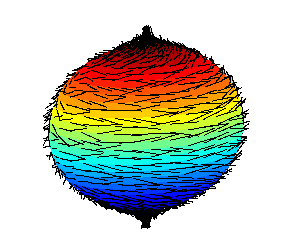
Định lý quả bóng lông phát biểu rằng không thể chải xuôi tóc trên một mặt cầu. Chính xác hơn, không có một trường vectơ tiếp tuyến liên tục nào trên mặt cầu S^{2}, mà khác không tại mọi điểm.

Bỏ một hoặc vài tiên đề trong định nghĩa của trường dẫn đến nhiều cấu trúc đại số khác. Như đã nói ở trên, vành giao hoán thỏa mãn tất cả tính chất của trường, ngoại trừ sự tồn tại của phần tử nghịch đảo phép nhân. Nếu ta bỏ điều kiện phép nhân có tính giao hoán thì dẫn đến khái niệm của một vành chia. Những vành chia duy nhất là R-không gian vectơ hữu hạn chiều là chính R, C (một trường), những số quaternion H (trong đó phép nhân không có tính giao hoán), và octonion O (trong đó phép nhân không giao hoán và không kết hợp). Điều này được chứng minh sử dụng các phương pháp của tôpô đại số năm 1958 bởi Michel Kervaire, Raoul Bott, và John Milnor. Sự không tồn tại của một đai số chia có số chiều lẻ đã được biết từ trước đó và có thể được suy ra từ định lý quả bóng lông.